# National Football League 1977 (Fiji)
In 1977 werd het eerste officiële Fijisch National Football League gespeeld. Ba FA werd de eerste kampioen. Er werd maar 1 wedstrijd gespeeld. De voetbalwedstrijd werd gespeeld in Suva. 

## Finale
| Thuisploeg |   | Uitploeg | Uitslag | Stad, Stadion |
| ---------- | - | -------- | ------- | ------------- |
| Ba FA      | – | Nadi FC  | 2:1     | Suva          |

## Kampioen
| 1977                      |
| Vlag van Fiji             |
| ------------------------- |
| Ba FA Kampioen (1° titel) |